# Lithacodia viriditincta
Lithacodia viriditincta är en fjärilsart som beskrevs av Alfred Ernest Wileman 1915. Lithacodia viriditincta ingår i släktet Lithacodia och familjen nattflyn. Inga underarter finns listade i Catalogue of Life.